# Blåstarrtjärnen
Blåstarrtjärnen är en sjö i Skellefteå kommun i Västerbotten och ingår i Sävaråns huvudavrinningsområde. Blåstarrtjärnen ligger i Sävarån Natura 2000-område.